# Wasei-eigo
Wasei-eigo (和製英語, ordagrant japansktillverkad engelska) kallas ordkonstruktioner som tar sin grund i engelska ord men som satts ihop i japanskt språkbruk på ett sätt som inte är brukligt i de engelskspråkiga länderna (så kallad pseudoanglicism).
Exempel på wasei-eigo är ファミコン (rōmaji: famikon), som härletts ur ファミリーコンピュータ (famirī kompyūta), dvs engelska "family computer" och betyder videospel i Japan. Family computer har ingen särskild betydelse på engelska.
En grupp wasei-eigo-ord har faktiskt lånats tillbaka till engelskan igen. Dit hör salaryman (i betydelsen tjänsteman) och cosplay (av costume play, i betydelsen "maskerad").